# District historique d'Elephant Butte
Le district historique d'Elephant Butte – ou Elephant Butte Historic District en anglais – est un district historique américain dans le comté de Sierra, au Nouveau-Mexique. Protégé au sein de l'Elephant Butte Lake State Park, il est inscrit au New Mexico State Register of Cultural Properties depuis le 9 août 1996 ainsi qu'au Registre national des lieux historiques depuis le 10 février 1997. Il comprend des bâtiments dans le style Pueblo Revival.